# Hans Forstreuter
Hans Emil Wilhelm Walter Forstreuter (* 21. August 1890 in Königsberg; † 1. Februar 1978 in Berlin) war ein deutscher Gymnasiallehrer, Autor und Sportpädagoge. Er entwickelte die moderne sportliche Trainingsgymnastik.

## Familie und Schulausbildung
Hans Forstreuter war ein Sohn des Amtsgerichtsrats Walter Forstreuter. Die Familie stammte von Salzburger Emigranten ab. Er besuchte das Königliche Wilhelms-Gymnasium seiner Heimatstadt und erwarb dort 1910 die Hochschulreife.

## Militärdienst
Noch im selben Jahr trat Forstreuter als Berufssoldat ins Infanterie-Regiment „Herzog Karl von Mecklenburg-Strelitz“ Nr. 43 ein, das in Königsberg stationiert war. Während des Ersten Weltkriegs wurde Forstreuter mit dem Eisernen Kreuz I. und II. Klasse ausgezeichnet. Nachdem sein Regiment 1919 demobilisiert und aufgelöst worden war, trat Forstreuter einem Freikorps ehemaliger Regimentsmitglieder bei, das im Grenzschutz Ost- und Westpreußens eingesetzt wurde. Infolge der vom Versailler Vertrag vorgesehenen Reduzierung der Heeresstärke wurde Forstreuter 1920 aus dem aktiven Dienst als Hauptmann entlassen. Sein Selbstverständnis wurde stark durch seine militärische Laufbahn geprägt. Noch 1935 trat er als Hauptmann a. D. auf.

## Lehramt
Während des Sommersemesters 1921 und des Wintersemesters 1921/22 studierte Forstreuter an der Friedrich-Wilhelms-Universität in Berlin Philosophie. Daran schloss er eine Ausbildung an der Landesturnanstalt in Berlin-Spandau an. Im Jahr 1922 absolvierte er an der Deutschen Hochschule für Leibesübungen in Berlin die Prüfung zum Diplom-Turn- und Sportlehrer.
Nach einer ersten Anstellung als Aushilfs-Sportlehrer an der 13. (Städtischen) Menzel-Realschule in Berlin-Moabit folgte eine weitere an der Oberrealschule in Berlin-Lichterfelde. An dieser Schule wurde er 1923 ins Beamtenverhältnis übernommen. Im Jahr 1933 wurde er zum Oberturnlehrer ernannt.
Er trat als Studienrat in den Ruhestand.

## Sportpädagogik
Forstreuter, der die moderne sportliche Trainingsgymnastik entwickelte, trat vor allem als Autor eines Lehr- und Studienbuchs hervor, das zwischen 1927 und 1986 in 32 immer wieder überarbeiteten Auflagen erschien und zu einem Standardwerk wurde. Das Werk, das in den ersten drei Auflagen unter dem Titel „400 gymnastische Übungen und Freiübungen in neuzeitlicher Form in Wort und Bild.“, erschien, erhielt danach den allgemeineren Namen „Gymnastik. Neuzeitliche Körperschule ohne Gerät in Wort und Bild.“ Die anfangs 400, später 1300 Illustrationen stammten von Erna Forstreuter.
In seinem kritischen Werk setzte sich Forstreuter mit der Praxis auseinander und entwickelte theoretische Grundlagen für die moderne Gymnastik.

## Veröffentlichungen
- 400 gymnastische Übungen und Freiübungen in neuzeitlicher Form in Wort und Bild. Mit über 1000 Zeichnungen von Erna Forstreuter. 3. Auflage. Wilhelm Limpert Verlag. Dresden 1929.
- Gymnastik. Körperschule ohne Gerät. 32. Auflage. Limpert Verlag. Bad Homburg vor der Höhe 1986, ISBN 978-3-7853-1178-3.

Übersetzungen
- Vaje oblikovanja (po knjigi Gymnastik od Hansa Forstreuterja). Visoka šola za telesno kulturo, Ljubljana 1961.
- Taisō. Kigu o mochiinai karadazukuri. Bēsubōru Magajinsha. Tōkyō 1964.
- Gimnaisa. Reus. Madrid 1967, Neuauflage 1978.